# Sarcophaga reginaldi
Sarcophaga reginaldi är en tvåvingeart som först beskrevs av Robineau-desvoidy 1863.  Sarcophaga reginaldi ingår i släktet Sarcophaga och familjen köttflugor.
Artens utbredningsområde är Frankrike. Inga underarter finns listade i Catalogue of Life.